# オリンパス μ-10 DIGITAL
オリンパス μ-10 DIGITAL（オリンパス ミュー10 デジタル）とは、オリンパス光学工業のデジタルスチルカメラ、μシリーズの一機種である。
コンパクトサイズで防水設計になっている。対応メディアはxDピクチャーカード。

## 仕様
- 形式 ： デジタルカメラ
- 記録方式（静止画） ： JPEG（DCF準拠）、Exif 2.2対応、DPOF対応、PRINT Image Matching Ⅱ対応
- 記録方式（動画） ： QuickTime Motion JPEG 準拠
- 記録媒体 ： xDピクチャーカード（16～256MB）
- 有効画素数 ： 320万画素
- 最大画像サイズ ： 2048×1536（px）
- レンズ ： 5.8～17.4mm、着脱不可
- 測光方式 ： ESP測光、スポット測光
- シャッタースピード ： 1/2～1/1000秒、夜景モード時は最大4秒
- 撮影距離 ： 0.5m以上（通常時）、0.2m以上（マクロモード時）
- ファインダ ： 光学実像式
- 液晶 ：1.5型 TFTカラー、134,000画素
- 防水機能 ： 生活防水 JIS保護等級4相当（いかなる方向からの飛まつを受けても有害な影響がない）
- 電源 ： 専用リチウムイオン電池、ACアダプタ
- コネクター ： DC入力、USB（mini-B）、ビデオ出力
- 外形寸法 ： 幅99×高さ56×厚さ33.5（mm、突起部除く）
- 本体重量 ： 165g（電池・カード除く）
- 発売日 ： 2003年2月